# 现代玩具博物馆
现代玩具博物馆・八音盒梦馆（日语：／ gendai gangu hakubutsukan・orugoruyumekan */?）是一座位于日本冈山县美作市的博物馆。

## 概要
该博物馆最初于1995年9月于冈山县美作市后山（旧英田郡東粟倉村後山）开馆。后以美作市合并5周年为契机，于2010年3月转移至位于同市内的湯乡。馆内收藏有来自欧洲的木制玩具与古董八音盒等藏品。自开馆起，作为体验型博物馆，每日有开展玩具介绍、八音盒演奏会、工作教室等活动。

## 设施
- 玩具展览室（在约五千件藏品中有500件进行展览）
- 八音盒展览室（有古典八音盒、手摇风琴、发条八音盒等30件展品）
- 演奏室
- 游戏室
- 工作室

## 历史
- 1995年，開館
- 1996年，“C-TOY1996「創作玩具公募展」”开展/（Kurt Naef，家具職人）来館
- 1997年，“C-TOY1997「創作玩具公募展」”开展/来館
- 1998年，“C-TOY1998「創作玩具公募展」”开展/来館
- 1999年，“德国・厄尔士山脉玩具展”开展
- 2000年，“瑞士・Naef（木制玩具设计、制作公司）世界展”、“玩具与绘本中的动物展”开展
- 2001年，“现代机关玩具制作家世界展”、“游戏设计展”、“seiffen展”开展
- 2002年，“WHIRLIGIGS春日明夫专题展”、“Koesen（德国玩具设计、制作公司）展”、“小黒三郎創作20周年記念展”开展
- 2003年，“多人游戏展”开展
- 2004年，“纸质机关玩具展”、“积木世界展”开展
- 2005年，“spiel gut展”、“西田明夫（日语：西田明夫）的手工展”，“机关玩具（机关人偶的一种）塾”开讲
- 2006年，“POP-UP絵本展”开展、举办“游戏节”活动
- 2007年，“naef展”、“北欧玩具展”开展
- 2008年，“玩具设计师的工作展”开展
- 2009年，“C-TOY2009「創作玩具公募展」”开展/Heiko Hillig（德国玩具设计师，Naef公司员工）来館
- 2010年，開館15周年，转移至美作市湯乡温泉附近

## 交通
- 乘坐JR西日本姫新線于林野站下車、换乘宇野巴士（日语：宇野自動車）約10分钟即可到达。

## 関連項目
- 湯郷温泉（日语：湯郷温泉）
- 八音盒
- 自动机